# La nostra storia (singolo Raffaello)
La nostra storia è un singolo di Raffaello, pubblicato nel 2006.

## Descrizione
Il brano fu scelto come colonna sonora del film Gomorra  , e proposto in varie trasmissioni quali Scalo 76 e Radio DeeJay.
Nel 2013 la canzone diventa colonna sonora del programma di Rai 2 "#Aggratis".

## Tracce
1. La nostra storia – 3:28